# Khety V
Khety V o Akhtoy V fou un faraó de la dinastia IX o de la X de l'antic Egipte. El nom de Neukare o Newkare associat a un faraó de nom Khety, podria correspondre a aquest sobirà o a Khety IV. No se sap en quina posició va governar, però fou quan ja Merikare havia estat rei.